# 연천소방서
연천소방서(連川消防署, Yeoncheon Fire Station)는 경기도 연천군을 관할하는 경기도 북부소방재난본부 산하의 소방서이다.
소방서장은 소방정으로 보한다.

## 연혁
- 1983	07.12 : 동두천소방서 승인(대통령령제11171호)
- 1990	03.29 : 전곡파출소 개소
- 1992	01.01 : 연천군 연천읍 및 청산면 관할구역 편입
- 1994 07.26 : 연천파출소 개소
- 1995 03.05 :	경기도 소방서 설치조례 제 2533호로 연천군 전 지역 관할구역편입
- 2000 11.23 : 연천파출소 청사 신축
- 2002 01.15 : 전곡파출소 청사 이전 신축
- 2003 01.20 : 경기도 소방력 보강 5개년계획에 연천소방서 사업 확정
- 2006 07.20 : 도지사 소방서 미설치지역 우선설치 지시
- 2006 09.25 :	2006년도 공유재산관리계획 의결
- 2008 06.09 : 연천소방서 개청
- 2020 : 미산, 장남119지역대 폐지
- 2021 03.29 : 백학119지역대에서 백학119안전센터 개청
- 2023 03.02 : 군남119안전센터 착공식
- 2023 12월말 : 군남119안전센터 준공 예정

## 조직
| - 소방행정과 - 소방행정팀 - 회계장비팀 | - 재난예방과 - 예방대책팀 - 소방민원팀 | - 소방안전특별점검단 - 화재안전조사팀 - 소방사법팀 | - 현장대응단 - 대응전략팀 - 구조구급팀 |

## 관할센터 및 관할구역
연천소방서는 4개의 119안전센터와 1개의 구조대를 산하에 두고 있다.
| 명칭                 | 주소                 | 관할구역               | 지역대                      |
| -------------------- | -------------------- | ---------------------- | --------------------------- |
| 은대119안전센터      | 전곡읍 평화로 892    | 왕징면, 군남면         | 왕징119지역대 군남119지역대 |
| 전곡119안전센터      | 전곡읍 전곡로 27     | 전곡읍, 청산면         | 청산119지역대               |
| 연천119안전센터      | 연천읍 차현로 92     | 연천읍, 중면, 신서면   | 신서119지역대               |
| 백학119안전센터      | 백학면 백학산단길 16 | 백학면, 미산면, 장남면 |                             |
| 연천소방서 119구조대 | 전곡읍 평화로 892    | 경기도 연천군 일원     |                             |

## 같이 보기
- 대한민국 소방청
- 대한민국의 소방
- 소방관 계급